# Homokóraalkat

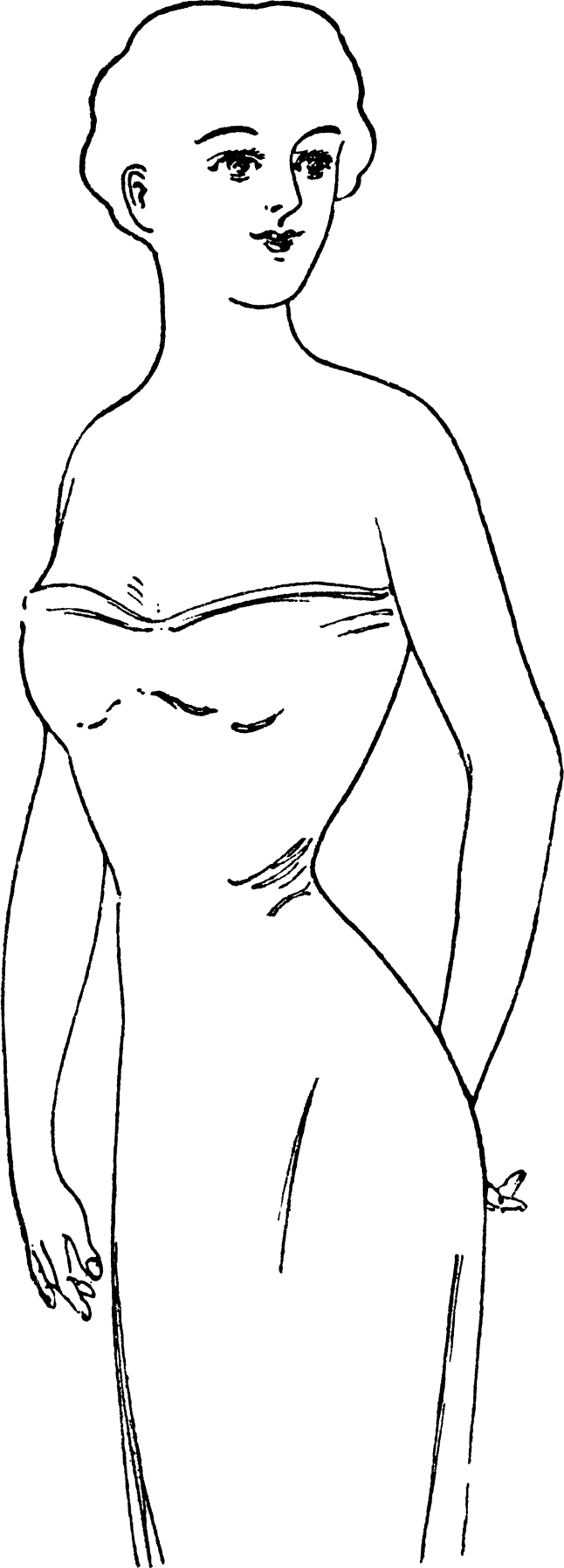
A homokóraalkat jellegzetessége a karcsú derék

A homokóraalkat  egyes nőkre jellemző testalkat. Megjelenése, illetve ismertetőjegye, hogy a csípő és a vállak közel azonos szélesek, a mellek és a csípő vonalát ívelten köti össze a karcsú derék. A karcsú derék a derék-csípő méretarány alapján határozható meg, amennyiben ez legfeljebb 0,7, de inkább 0,65. Érdemes megemlíteni, hogy a szépségideál helyenként, kultúránként változik, például egyes távol-keleti országokban a 0,6 derék-csípő arányt tekintik tökéletesnek. Erre a testalkatra jellemző, hogy fölösleget a testen teljes hosszában egyenletesen eloszlatva raktározza el, ezért egy kismértékű túlsúly még jól is áll.  D és efölötti kosárméret jellemzi. Szokás még "nyolcas" testalkatnak is nevezni.

## A homokóraforma elérése
A homokóraalak egy testalkat, mely egyben azt is jelenti, hogy nem érhető el mindenki számára, mert ez függ az anatómiai adottságoktól, mint például a széles medence és a fejlett mellek. Megfelelő edzésprogrammal azonban a legtöbb hölgy számára elérhető. Az edzés során két fontos tényezőt kell szem előtt tartani. Az egyik, hogy a derék környékén lerakódott felesleget megfelelő zsírégető, vagy kardió edzéssel el kell égetni. A másik, hogy a törzs mélyen fekvő izmait kell erősíteni. Ezek az izmok tartják egyben a derekat, így az izomtónusuk növekedésével természetesen húzzák össze a derekat.
Egy kényelmesebb módja a homokóraalak kialakítására a régi idők hölgyei által hordott fűző. Ezzel szorították össze a derekat, és kényszerítették a szervezetet, hogy más területeken raktározza el a zsírt.

## Típusai
Bár korábban a vállak szélessége lett megemlítve, mégis a mérték alapján történő definiáláshoz a mell-, derék- és csípőbőséget szokás figyelembe venni. Az idealizált 90-60-90 méret ezeket a méretszámokat mutatja. Bár a 90-60-90 határozottan homokóraalkat, de nem minden homokóraalak adja ezt a méretet. Mindenki más és más, így aztán az eltérések alapján a homokóra-testalkatot is további típusokra lehet osztani:
- Arányos homokóra, mikor a mellbőség legfeljebb 2,5 cm-rel nagyobb a csípőbőségnél, vagy a csípőbőség legfeljebb 9 cm-rel nagyobb a mellbőségnél, valamint a derékbőség legalább 22 cm-rel kisebb a mellbőségnél, és legalább 25,5 cm-rel kisebb a csípőbőségnél
- Mellben erős homokóra, mikor a mellbőség legalább 2,5, de legfeljebb 25,5 cm-rel nagyobb a csípőbőségnél, és a derékbőség legalább 22 cm-rel kisebb, mint a mellbőség.
- Csípőben erős homokóra, mikor a csípőbőség legalább 9, de legfeljebb 25,5 cm-rel nagyobb a mellbőségnél, és a derékbőség legalább 22 cm-rel kisebb, mint a csípőbőség, valamint a felső csípő- és a derékbőség aránya legfeljebb 1,193. (A felső csípőbőséget a csípőcsont tetejének vonalában kell mérni)
- A kanálforma a csípőben erős homokóraformára hasonlít, de a derékvonaltól hirtelen kiszélesedő csípő jellemzi. A homokóraalak széles medencéjű változata. A nevét arról kapta, hogy leginkább egy hegyére állított kanálra hasonlít. Méretek szerinti definíciója alapján a csípőbőség legalább 5 cm-rel nagyobb a mellbőségnél, és a derékbőség legalább 18 cm-rel kisebb, mint a csípőbőség, valamint a felső csípő és a derékbőség aránya legalább 1,193. (A felső csípőbőséget a csípőcsont tetejének vonalában kell mérni.)